# Jan Andrzej Sapieha
Jan Andrzej Eustachy Sapieha (ur. 26 kwietnia 1910, zm. 7 sierpnia 1989 w Londynie) – porucznik rezerwy kawalerii Wojska Polskiego i kapitan Polskich Sił Powietrznych.

## Życiorys
Był synem Eustachego Kajetana oraz bratem Eustachego Seweryna, Lwa Jerzego i Elżbiety. Żonaty z Marią ze Zdziechowskich.
Przed wojną ukończył szkołę leśniczą, a następnie gospodarował na dobrach sapieżyńskich w okolicach Różany. W latach 1929–1930 ukończył Szkołę Podchorążych Rezerwy Kawalerii w Grudziądzu i odbył praktykę w 1 pułku ułanów Krechowieckich. Mianowany podporucznikiem rezerwy kawalerii ze starszeństwem z 1 stycznia 1933. W 1934 posiadał przydział mobilizacyjny do 23 pułku ułanów Grodzieńskich.
Uczestniczył w kampanii wrześniowej 1939, a następnie w Wielkiej Brytanii służył w administracji Polskich Sił Powietrznych. Posiadał numer służbowy RAF 76815. Po wojnie został na emigracji. 28 marca 1961 otrzymał brytyjskie obywatelstwo. Zmarł 7 sierpnia 1989 w Londynie.